# 矿业电信学院
矿业电信学院（法語：Institut Mines-Télécom，简称IMT）是法国最大的、以培养精英人才著称的工程师“大学校”集团之一。它是在创立于1996年的法国电信学校联盟（GET）的基础上，于2012年联合了法国多所高等矿业学校而成立的。
矿业电信联盟包括法国五所电信学校、七所矿业学校及一所商校（Mines Albi、Mines Alès、Mines Douai、Mines Nancy、Mines Nantes、Mines ParisTech、Mines Saint-Etienne、Télécom Bretagne、Télécom SudParis、Télécom ParisTech、Télécom Lille、EURECOM、Telecom École de Management），十二所学校均为法国精英工程师学校或精英商校。在校学生总数约13000人，博士约1700名。
矿业电信联盟提供多个领域的，法语和英语教学的工学硕士、理学硕士、高级管理硕士和博士学位课程：信息与通讯技术，电信通讯，土木工程，工艺，环境与能源工程，工业与系统工程，材料与机械工程，生化科技，微电子，网络与安全，移动通讯，管理与经济学等。学生毕业后可获得中国教育部承认的法国工程师文凭，等同于中国硕士学历。

## 历史
矿业学校和电信学校都是法国历史悠久的专业工程师学校。随着历史的变迁，它们大多不局限于曾经的专业领域，而向通用工程师学校的方向发展。

### 矿业学校
第一次工业革命时期，采矿业是其核心动力支柱，因此矿业工程师的培养刻不容缓。始建于1793年的巴黎矿业学校就是在这样的背景下成立的。不久之后的1816年，圣艾蒂安矿业学校于卢瓦尔聚煤盆地创立，以培养当地急需的矿业人才。这两所学校其后都冠名为“国立矿业学校”。然后是阿莱斯和杜埃的矿业学校，其分别成立于1843年和1878。而在1919年于南锡成立的冶金和矿业学院，在1985年正式更名为南锡矿业学校。
1991年，四所原服务于工业部的矿业学校（巴黎、圣艾蒂安、杜埃和阿莱斯），正式成为国家工业部下属的公共管理职能机构。同时被授予此地位的，还有于法令实行当天成立的南特矿业学校和创建于1993年的阿尔比-卡莫矿业学校。
2000年，七个矿业学校成立非正式合作框架——法国高等矿业学校集团（法語：Groupe des Écoles des Mines, 简称GEM）。2012年，法国高矿集团并入新成立的矿业电信学校集团，而七所学校的名称也统一为“国立高等矿业学校”。

### 电信学校
1878年，高等电报学校创立，其于1942年更名为国立高等电信学校。然后是创建于1977年布列塔尼国立电信学校和创立于1979年的国家电信学院（INT）。三所学校都直属于电信总局（1990年改组为法国电信公司）。
1996年，法国电信成为一家有限责任公司，它的一些职能由国家或独立行政机构负责。与此同时，法国高等电信学校集团（法語：Groupe des Ecoles des Télécommunications, 简称 GET）作为电信部的管理下的公开行政机构而成立。它包括三所学校：国立高等电信学校、布列塔尼国立高等电信学校和国立电信学院。2009年，电信学校集团重新更名为“电信联盟”。

### 学校联合
2009年，矿业和电信行业开始进行合并，新成立的工业能源和技术总理事会，替代了原有的矿业总理事会和信息技术总理事会。在法国的高等教育机构合并的大背景下，矿业电信学院（法語：Institut Mines-Télécom，简称IMT）于2012年3月1日正式创立，以代替过去的电信学校集团。新的联盟属于大型公立科学、文化、专业性机构（EPSCP），直属于工业部和电子通讯部。它包括四个电信学校（因为原国立电信学院分裂为南巴黎电信学校和电信管理学校）。而六所矿业学校乘此更名之际，虽然参与联盟，但仍保持自治机构的地位不变。该联盟2015年12月成为“巴黎-萨克雷大学”的学校机构共同体的一员。目前计划于2019年前，将整体巴黎高等电信学校，南巴黎电信学校的科研活动和矿业电信联盟的领导机构搬迁到新校区。
南特矿业学校和布列塔尼电信学校已参与一项合并计划，以期在集团框架下成立一所新学校。杜埃矿业学校和里尔电信学校的合并计划也在考虑之中。

## 集团成员
矿业电信联盟是法国最大的工程师学校联盟，其旗下正式包括五所电信学校、七所矿业学校及一所商校。同时，联盟还和其他十三家院校或机构保持合作关系。

### 会员
矿业电信联盟下属十所成员学校：
- 巴黎国立高等矿业学校 École nationale supérieure des mines de Paris (Mines ParisTech)
- 圣艾蒂安国立高等矿业学校 École nationale supérieure des mines de Saint-Étienne (Mines Saint-Étienne)
- 阿莱斯国立高等矿业学校 École nationale supérieure des mines d'Alès (Mines Alès)
- 杜埃国立高等矿业学校 École nationale supérieure des mines de Douai (Mines Douai)
- 南特国立高等矿业学校 École nationale supérieure des mines de Nantes (Mines Nantes)
- 阿尔比-加莫国立高等矿业学校 École nationale supérieure des mines d'Albi-Carmaux (Mines Albi-Carmaux)
- 巴黎高科电信学校 Télécom Paristech
- 南巴黎电信学校 Télécom SudParis
- 布列塔尼电信学校 Télécom Bretagne
- 电信管理学校 Télécom Ecole de Management

### 战略伙伴
矿业电信联盟与以下两个战略伙伴开展密切合作：
- 矿业学校联合研究组织 ARMINES
- 南锡国立高等矿业学校 École nationale supérieure des mines de Nancy

### 附属机构
矿业电信联盟与其他合作伙伴共同持有两家附属机构股份：
- 里尔电信学校 Télécom Lille
- 通信系统工程师学校与研究中心 Eurecom

### 合作学校
此外，矿业电信联盟还与一下十三所院校保持合作：
| - 南锡电信学院 Télécom Nancy - 圣太田电信学校 Télécom Saint-Etienne - 斯特拉斯堡电信与物理学校 Télécom Physique Strasbourg - 波尔多综合理工学院-波尔多国家高等电子、计算机、电信、数学与机械学校 ENSEIRB-MATMECA - 突尼斯高等通信学校 Sup'Com - 国立高等电工技术、电子、信息、水力与电信学校 INP-ENSEEIHT - 国立高等工业与企业计算机学校 ENSIIE | - 洛林大学国立高等地质学校 ENSG - 法国先进机械学院 IFMA - 高等电子工程工程师学校 ESIGELEC - 格勒诺布尔经济管理学校 Grenoble École de Management - 布雷斯特国立工程师学校 ENIB - 雷恩第一大学国立高等技术与应用科学学校 ENSSAT |